# British Motor Cars Invitational 1973
British Motor Cars Invitational, також відомий під назвою BMC Invitational 1973, — жіночий тенісний турнір, що проходив на закритих кортах з килимовим покриттям Civic Auditorium у Сан-Франциско (США). Відбувсь утретє і тривав з 16 до 20 січня 1973 року. Фінальний матч відвідало 5,3 тис. глядачів. Друга сіяна Маргарет Корт виграла титул і заробила 6 тис. доларів.

## Фінальна частина

### Одиночний розряд
Маргарет Корт —  Керрі Мелвілл 6–3, 6–3

### Парний розряд
Маргарет Корт /  Леслі Гант —  Венді Овертон /  Валері Зігенфусс 6–1, 7–5

## Розподіл призових грошей
| Дисципліна       | П      | F      | 3rd    | 4th    | ЧФ     | 1/8 |
| Одиночний розряд | $6,000 | $3,000 | $1,900 | $1,600 | $1,000 | $?  |